# Radetzkyplatz

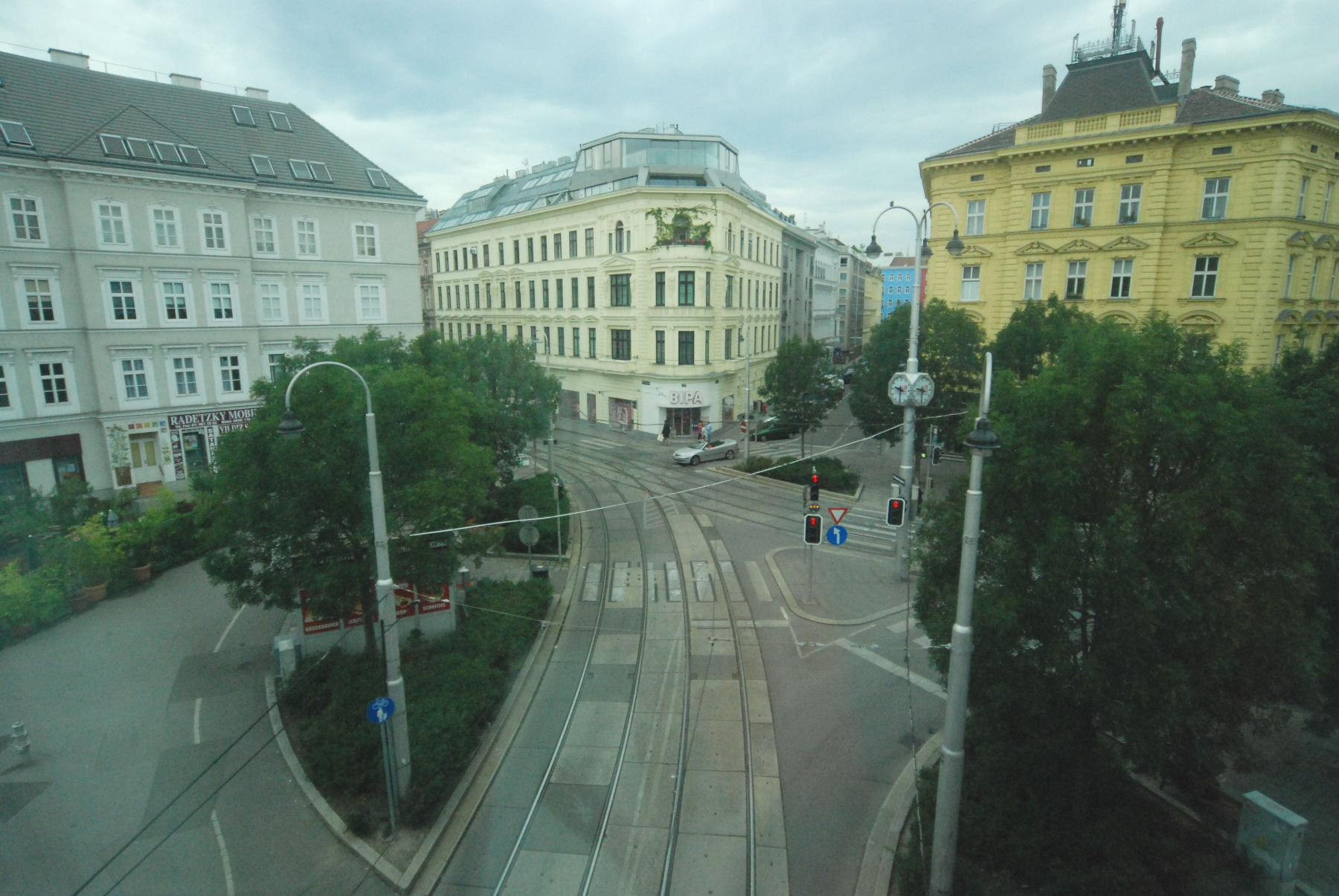
Der Radetzkyplatz in Wien, von der Bahnbrücke Richtung Stadtzentrum gesehen: hinten links die Radetzkystraße (die sich rechts vom Haus mit gelber Fassade fortsetzt), in der Mitte rechts die Löwengasse (die sich entlang der Gleise im Vordergrund fortsetzt)

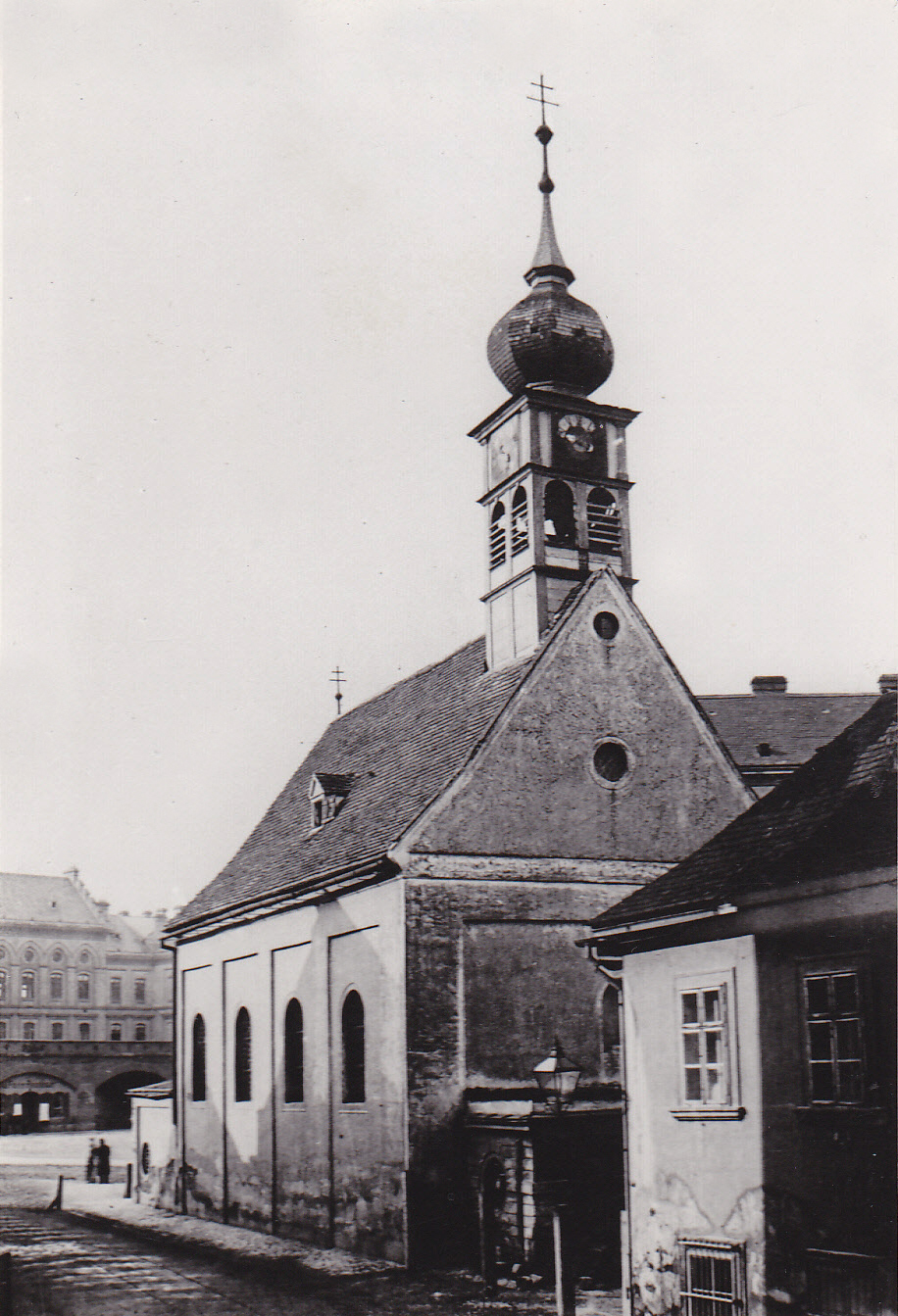
Margarethenkirche

Der Radetzkyplatz ist ein halbkreisförmiger Platz im Weißgerberviertel im 3. Wiener Gemeindebezirk, Landstraße, nahe dem Wiener Donaukanal. 1876 wurde der Platz nach Feldmarschall Josef Wenzel Radetzky von Radetz benannt.

## Geschichte
1690 erfolgte hier die Grundsteinlegung für eine Kirche, die der hl. Margarete geweiht wurde (alte Weißgerberkirche). Um 1700 entstand die heutige Löwengasse als Straßenzug. Auf dem Plan des Polizeibezirks Landstraße von Carl Graf Vasquez war der stadtzentrumsnähere Teil der Gasse, in dem sich die Kirche befand, um 1830 mit dem Namen Kirchengasse versehen, der anschließende Teil (etwa vom heutigen Kolonitzplatz südostwärts) bis zur Rasumofskygasse hieß seit etwa 1800 Löwengasse. 1850 wurde der Weißgerbergrund als Teil des neuen 3. Wiener Gemeindebezirks, Landstraße, in die Stadt Wien eingemeindet. Um 1873 wurde der ganze Straßenzug Löwengasse genannt.
1859 wurde die Verbindungsbahn zwischen Nord- und Südbahn als Hochbahn auf den markanten Viaduktbögen eröffnet. 1860 wurde die Radetzkystraße angelegt, die bei der Mündung des Wienflusses in den Donaukanal an der seit 1869 so genannten Radetzkybrücke beginnt. Wo die Straße bei der alten Weißgerberkirche die Löwengasse und die neue Bahntrasse erreichte, sollte ein Platz errichtet werden. Die vom Platz rechtwinkelig nach Norden, zur Franzensbrücke am Donaukanal, abzweigende Prager Straße wurde 1909 einbezogen. (1904 / 1905 war nämlich Floridsdorf eingemeindet worden, wo eine wichtigere Prager Straße besteht.) Czeike setzte die Umbenennung der Prager Straße erst 1919 an.
Das Straßenprojekt diente der Aufschließung und stadtgemäßen Verbauung der großen, bis dahin gärtnerisch genützten Flächen hinter dem historischen Häuserbestand. Es erwies sich als zweckmäßig, am Angelpunkt des Viertels, der Kreuzung Löwengasse / Radetzkystraße / Prager Straße / Obere Viaduktgasse, einen Platz anzulegen. Diesem Vorhaben war die alte Weißgerberkirche im Weg, weshalb 1866 der Grundstein zu einer neuen an neuem Standort gelegt wurde. 1872 wurde die alte Kirche abgebrochen, als östlich der Bahntrasse die heutige Weißgerberkirche an der Löwengasse fast fertiggestellt war; ihre Weihe erfolgte 1873, der Platz um die neue Kirche wurde Kolonitzplatz benannt. Anstelle des ebenfalls abgebrochenen Pfarrhofs mit der ersten Schule der Vorstadt Weißgerber wurde das Haus Radetzkyplatz 3 errichtet.
1873 wurde weiters vom Ring her durch Radetzkystraße und Löwengasse die Pferdetramway Richtung Rasumofskygasse in Betrieb genommen, die die Verbindungsbahn unterquerte. 1876 wurde der neue Platz Radetzkyplatz benannt. 1898 wurde die Straßenbahn auf elektrischen Betrieb umgestellt, 1902 vom Radetzkyplatz eine Abzweigung über die Franzensbrücke zum Praterstern eröffnet.

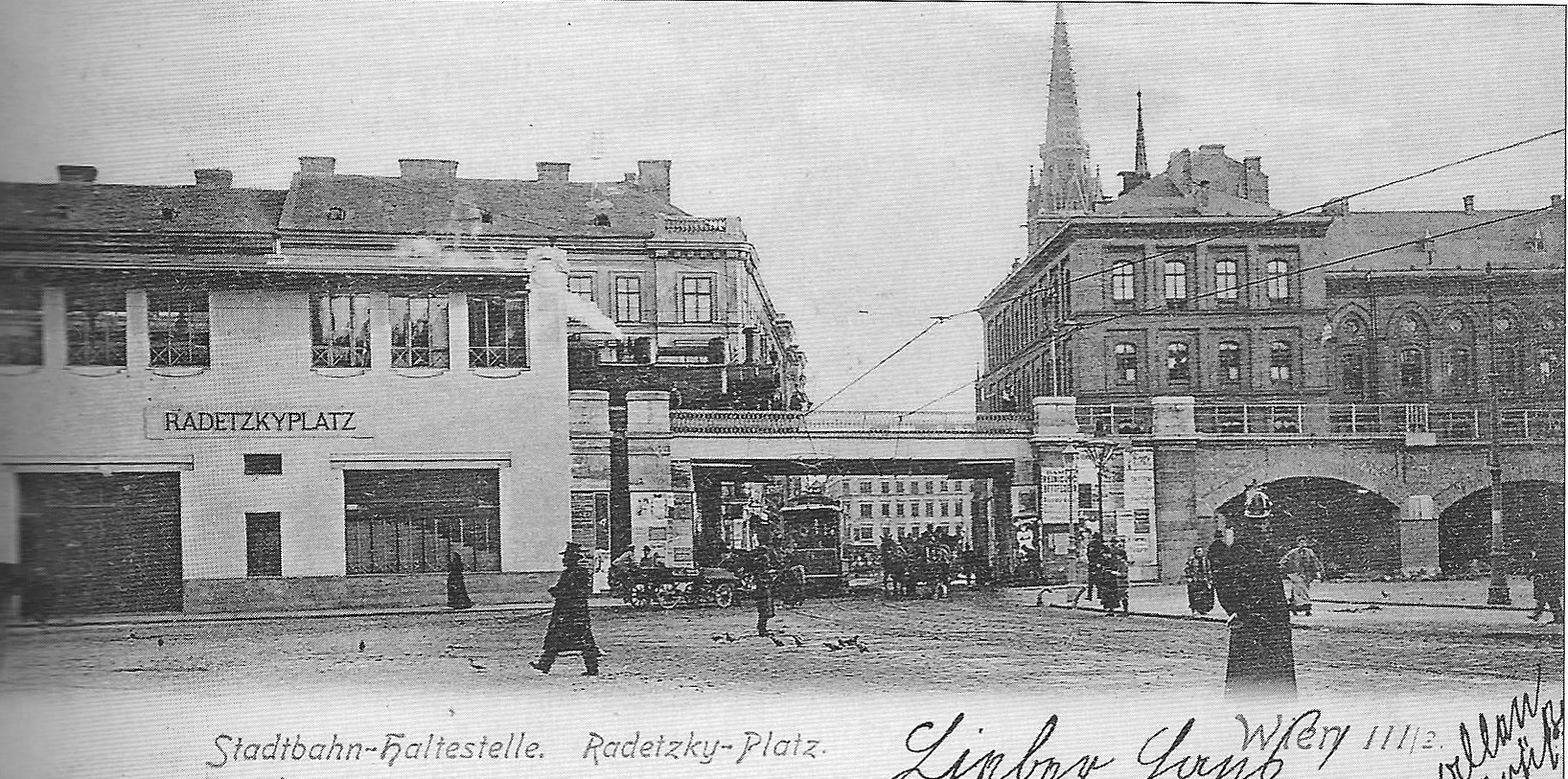
Die Stadtbahnhaltestelle Radetzkyplatz um 1905

Am 1. Juni 1885 wurde an der Verbindungsbahn die neue Haltestelle Radetzkyplatz eröffnet. Sie wurde bis 1899 von Otto Wagner für die Belange der Wiener Dampfstadtbahn umgebaut, nach deren weitgehender Einstellung im Jahr 1918 verlor sie jedoch an Bedeutung und wurde noch in der Zwischenkriegszeit aufgelassen.
Der Radetzkyplatz war auch Standort eines Marktes ohne feste Stände. Wann dieser Markt abgeschafft wurde, ist nicht bekannt. Im Haus Radetzkyplatz 4 befand sich von 1908 bis 1970 das Radetzkykino.
Im Herbst 1995 wurde der Platz nach Plänen des Architekten Luigi Blau neu gestaltet.

## Verkehr
Der Radetzkyplatz wird von der
- Löwengasse, der
- Radetzkystraße und der

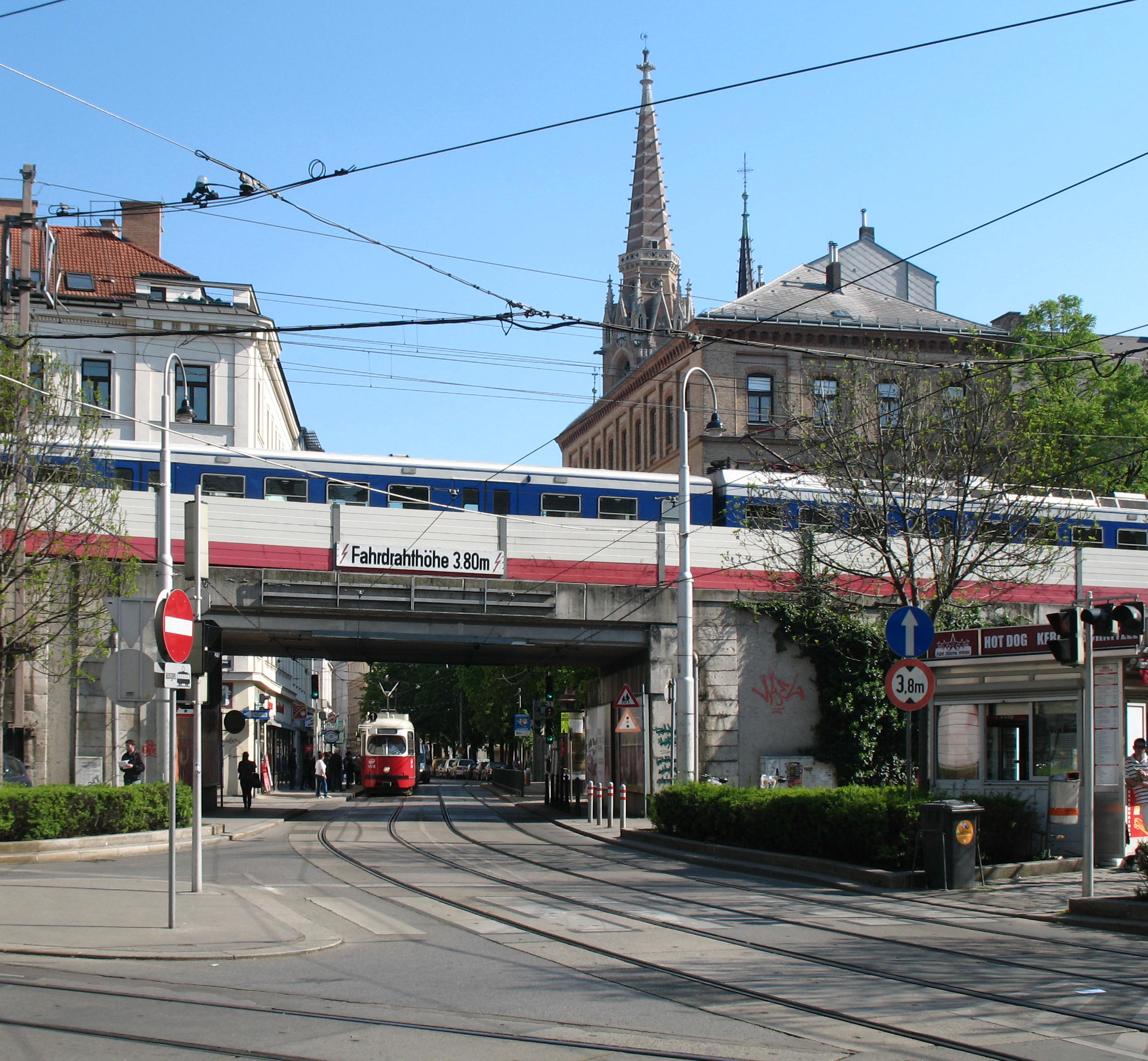
Straßenbahn und S-Bahn-Stammstrecke auf dem Radetzkyplatz, Blick in die Löwengasse Richtung Südosten

- Oberen Viaduktgasse entlang der Verbindungsbahn gequert.

Die Straßenbahnlinie O quert den Radetzkyplatz im Zuge der Radetzkystraße, die Straßenbahnlinie 1 zweigt hier, vom Schwedenplatz kommend, von der Radetzkystraße in die Löwengasse Richtung Prater ab. Die Nachtautobuslinie N29 hält hier ebenfalls.
Der von der Franzensbrücke kommende Individualverkehr konnte vom Radetzkyplatz durch die Obere Viaduktgasse, die Bahn entlang, zur Hinteren Zollamtsstraße und zur Zweierlinie gelangen; dieser Durchzugsverkehr wurde durch gegenläufige Einbahnen unterbunden.

## Beschreibung
Laut österreichischer Kunsttopographie gilt der Radetzkyplatz als repräsentativ gestalteter Platz, der nach Südosten durch die in Hochlage errichtete Verbindungsbahn zwischen dem Bahnhof Wien Mitte und der Franzensbrücke über den Donaukanal abgeschlossen wird.
Die Eingänge der einheitlich viergeschoßigen Wohnhäuser liegen in den zum Radetzkyplatz führenden Straßenzügen.
| Geo | Adresse                                                     | Beschreibung | Bild |
| --- | ----------------------------------------------------------- | --- | ---- |
|     | Radetzkyplatz 1 (Obere Viaduktgasse 20)                     | Das Haus wurde 1871–1873 von Andreas Luckeneder für Ed. Bauer errichtet. Die dem Radetzkyplatz zugewandte Schauseite besitzt einen Mittelrisalit und eine mit Neorenaissance-Stilelementen akzentuierte Fassade. |      |
|     | Radetzkyplatz 2 (Radetzkystraße 12)                         | Das Haus wurde 1868 von Peter Dozler junior für Stefan Bogdany errichtet. Die Fassade des Hauses wird geprägt durch eine betonte horizontale Gesimsgliederung und gerade Fensterverdachungen. In den Fensterstürzen des ersten Obergeschoßes findet sich vegetabile Ornamentik und Maskenköpfe in jenen des dritten Obergeschoßes.                               |      |
|     | Radetzkyplatz 3 (Radetzkystraße 15 – 17, Löwengasse 8 – 10) | Das Haus wurde 1876 vom Baumeister Peter Gerl, der auch als Bauherr fungierte, errichtet. Die dem Radetzkyplatz zugewandte Fassade besitzt einen repräsentativen Eckrisalit und einen halbrunden, über drei Geschoße reichenden und turmartig wirkenden Erker. Akzentuiert wird dieser Erker durch ionische und gekuppelte korinthische Pilaster und Karyatiden. |      |
|     | Radetzkyplatz 4 (Löwengasse 13, Radetzkystraße 19)          | Das Haus wurde 1879 von Karl Quidenus für Karl Bley errichtet. Die dem Platz zugewandte Fassade verfügt über eine monumentale Fassade mit Stilelementen der Neorenaissance. Die im Haus befindliche Apotheke trägt den Namen Zum Feldmarschall Radetzky. 1908–1970 auch Radetzkykino. Der Einzug der Apotheke erfolgte 1905.                                     |      |
|     | Radetzkyplatz 5 (Radetzkystraße 14, Obere Viaduktgasse 12)  | Das Haus wurde 1872 / 1873 vom Architekten F. Hanauer und dem Baumeister Andreas Luckeneder errichtet. Die beiden Hauptgeschoße werden durch eine ionische Riesenpilasterordnung zusammengefasst. Zusätzlich verfügt die Fassade über einen repräsentativen Eckrisalit, der im vierten Stock durch gekuppelte korinthische Pilaster gegliedert wird.             |      |

Auch die Adresse Radetzkyplatz 6 ist vergeben, es handelt sich um die Viaduktbögen 7, 8 und 9 der Verbindungsbahn, in denen sich ein Geschäftslokal befindet.

## Film
Hubert Sielecki drehte 2010 den Kurzfilm Radetzkyplatz.